# Rubberen kogel

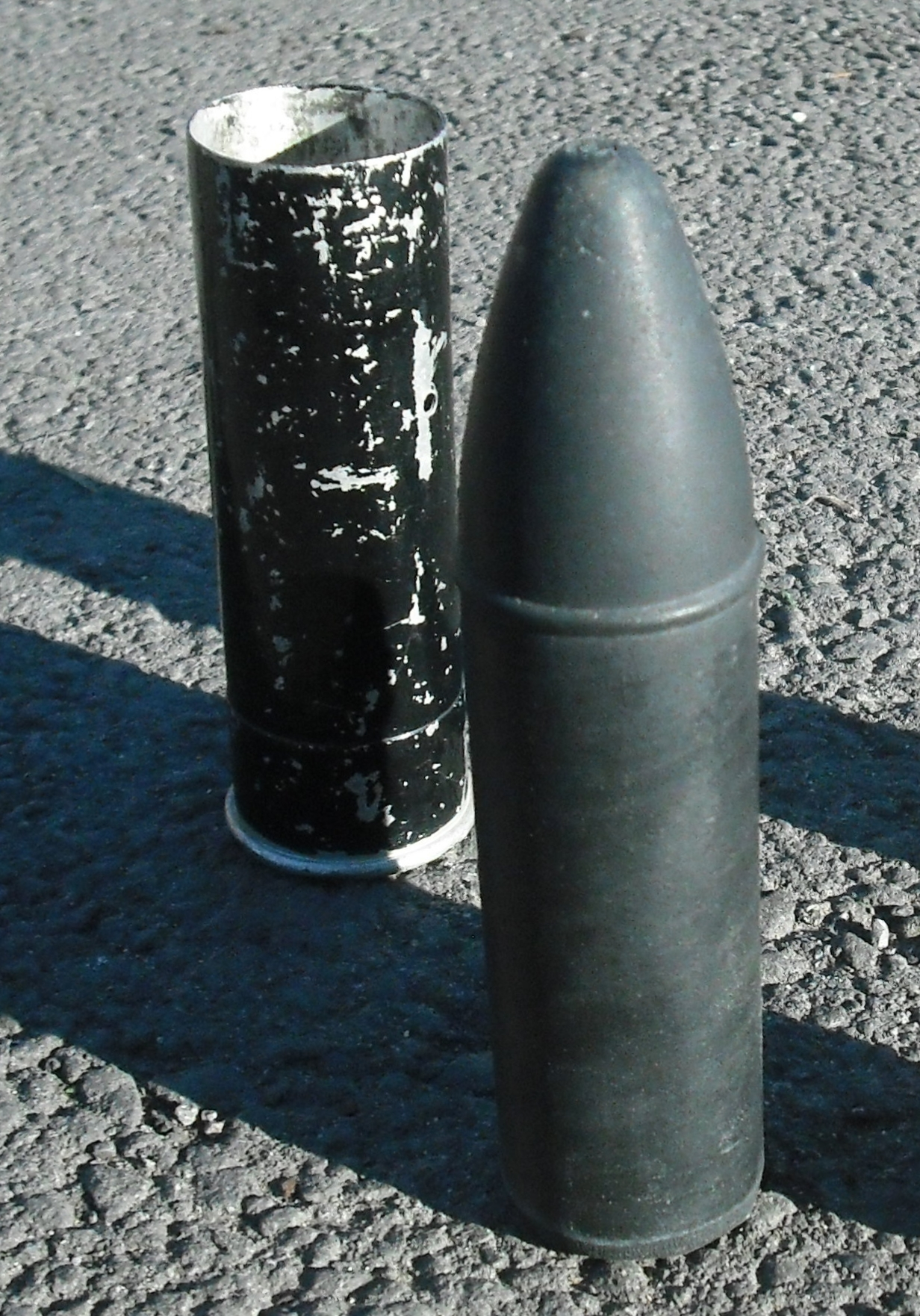
Rubberen kogel

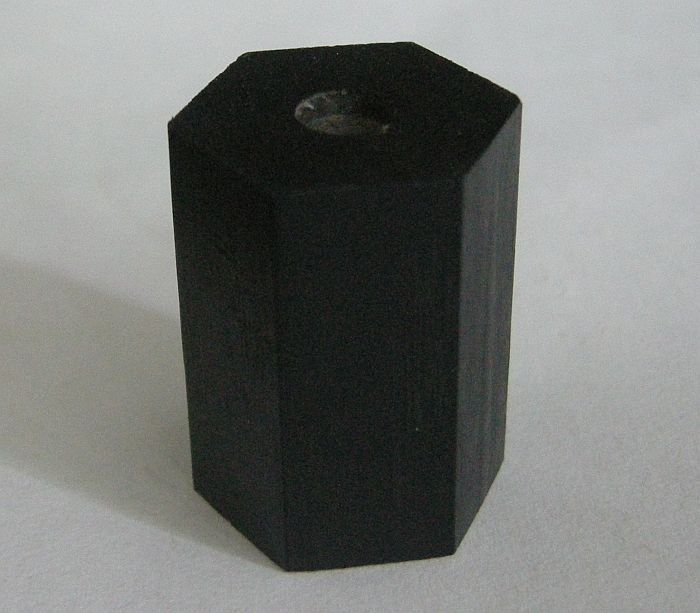
Rubberkogel gevonden in Genève

Een rubberen kogel, ook: rubberkogel, is een projectiel van rubber of met een rubberen bekleding, dat kan worden afgevuurd met gewone vuurwapens of met speciaal voor dat doel ontworpen vuurwapens. Het kan op korte afstand gebruikt worden voor schietoefeningen of om dieren onder controle te brengen, maar wordt het meest gebruikt voor het onder controle brengen van relletjes en het uiteenjagen van demonstrerende mensenmassa's.
Deze projectielen zijn bestemd om pijn en schrik te veroorzaken zonder ernstige verwondingen toe te brengen. Dat ze blauwe plekken en kneuzingen veroorzaken wordt als aanvaardbaar beschouwd. In de praktijk kunnen ze ook tot botbreuken en beschadiging van interne organen leiden, en in uitzonderlijke gevallen ook tot de dood.
De ontwikkeling van niet-dodelijke projectielen om menigten te controleren begon in de jaren 1880 met het gebruik van houten projectielen door de Britse koloniale politie in Singapore. Deze bleken echter toch nog te gevaarlijk te zijn, een reden waarom iets later rubberen kogels werden ontwikkeld. Deze hebben bij het afvuren een snelheid van ca. 60 m/s (ruim 200 km/h) en een reikwijdte van ongeveer 100 meter. Geheel ongevaarlijk zijn ook deze projectielen niet. In Noord-Ierland werden in een periode van 35 jaar (1970-2005) door de politie 125 000 rubberen kogels afgevuurd, waarbij 17 mensen om het leven kwamen. 
Analyse van de samenstelling van de rubberkorrels die de Chileense politie gebruikte, toont aan dat 80% van de korrels bestaat uit harde stoffen, voornamelijk silica en bariumsulfaat, terwijl rubber 20% uitmaakt. De gemeten hardheid van de "rubber" pellets is 96,5 shore A. De hardheid van de pellets verklaart waarom er "geëxplodeerde ogen" waren tijdens de Chileense protesten van 2019-2020. 
De rubberen kogel is daarom omstreden. Velen pleiten ervoor deze te verbieden. Sommige politieautoriteiten zijn echter van mening dat deze kogels onmisbaar zijn in gevallen waarin een menigte niet onder controle kan worden gehouden met waterkannonnen en traangas. Vóór de uitvinding van de rubberen kogel werd er door de politie vaak met scherp geschoten op demonstranten.